# Лук'янівська сільська рада (Баришівський район)
| Лук'янівська сільська рада — колишній орган місцевого самоврядування у Баришівському районі Київської області з адміністративним центром у с. Лук'янівка. Історична дата утворення: в 1938 році. Водоймища на території, підпорядкованій даній раді: річка Бакумівка. Сільській раді підпорядковані населені пункти: - с. Лук'янівка |

## Склад ради
Рада складалася з 14 депутатів та голови.

### Керівний склад ради
| ПІБ                         | Основні відомості                                                                      | Дата обрання | Дата звільнення |
| --------------------------- | -------------------------------------------------------------------------------------- | ------------ | --------------- |
| Григор'єва Людмила Іванівна | Сільський голова, 1953 року народження, освіта, Всеукраїнське об'єднання «Батьківщина» | 26.03.2006   | 31.10.2010      |
| Григорєва Людмила Іванівна  | Сільський голова, 1953 року народження, освіта вища, член Партії регіонів              | 31.10.2010   |                 |

Примітка: таблиця складена за даними джерела

## Населення
Згідно з переписом УРСР 1989 року чисельність наявного населення села становила 498 осіб, з яких 203 чоловіки та 295 жінок.
За переписом населення України 2001 року в селі мешкало 849 осіб.

### Мова
Розподіл населення за рідною мовою за даними перепису 2001 року:
| Мова       | Відсоток |
| ---------- | -------- |
| українська | 99,29 %  |
| російська  | 0,71 %   |